# ロイ・シャイダー in ワイルドサンダー/炎の追跡
ロイ・シャイダー in ワイルドサンダー/炎の追跡（原題：Wild Justice）は、1993年のアメリカ合衆国、カナダのアクション映画。ウィルバー・スミスの小説を原作とする2部構成のテレビ映画。
日本では本編を110分に短縮した上でイメージファクトリー・アイエムからVHSが発売。その後はテレビ東京で『テロリスト・ウォーズ/復讐の追跡者』の題で放送。スーパーチャンネルでは『ワイルド・ジャスティス』の題で全長版が放送された。

## あらすじ
対テロ特殊部隊「アトラス」の一員であるピーター・ストライド大佐は、ハイジャック事件で上司の命令に背き退役を勧告されてしまう。
そんな彼の元に、兵器製造工場の女社長で未亡人のマグダから、夫を殺した国際的テロリストの「カリフ」を探し出して欲しいと依頼が舞い込んでくるのだった。

## キャスト
※括弧内は日本語吹替（初回放送1997年5月15日『木曜洋画劇場』）
- ピーター・ストライド大佐：ロイ・シャイダー（羽佐間道夫）
- キングストン・パーカー：サム・ワナメイカー（大木民夫）
- マグダ・アルトマン：パトリシア・ミラード
- コリン・ノーブル：クリストファー・ブッフホルツ
- オーブリー・ビリングス：テッド・マッギンレー
- スティーブン卿：クライヴ・フランシス
- メリッサ・ストライド：ケリー・マルセル
- カール：リチャード・ライディングス
- セルゲイ・ブロフ：コンスタンティン・グレゴリー
- ウォン：デビッド・イップ
- アリ・ハッサン：ケヴォルク・マリキャン
- ヴリトラ：リタ・ウルフ